# ریچل هاریس
راچل هاریس (انگلیسی: Rachael Harris؛ زادهٔ ۱۲ ژانویهٔ ۱۹۶۸) یک هنرپیشه اهل ایالات متحده آمریکا است. وی از سال ۱۹۹۲ میلادی تاکنون مشغول فعالیت بوده‌است.

## گزیده فیلمشناسی
از فیلم‌ها یا برنامه‌های تلویزیونی که وی در آن نقش داشته‌است می‌توان به آثار زیر اشاره کرد.

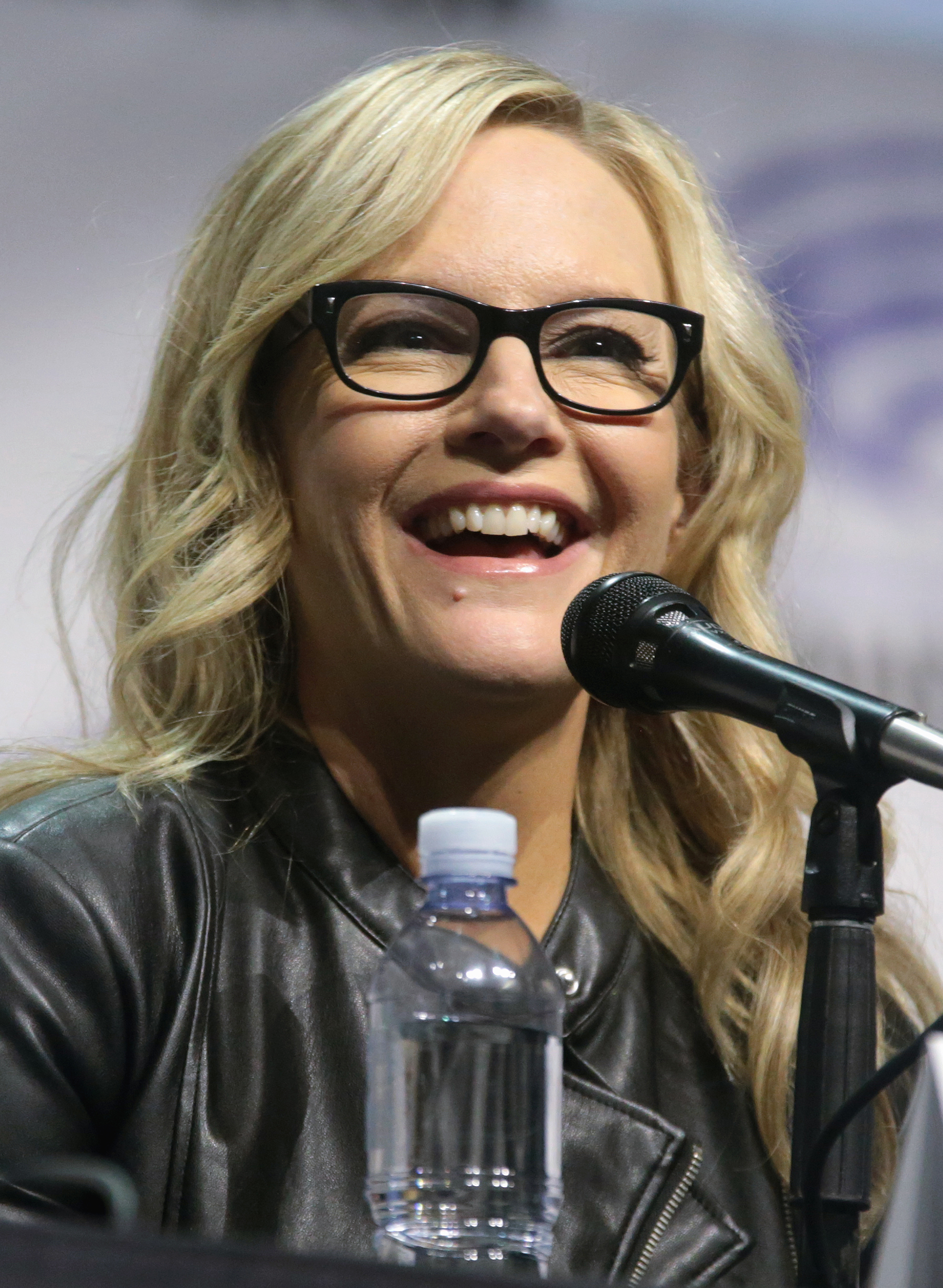

- وقت نمایش (۲۰۰۲)
- مهدکودک بابا (۲۰۰۳)
- عمارت متروکه (۲۰۰۳)

- پس از غروب (۲۰۰۴)
- لگدزنان و جیغ‌کشان (۲۰۰۵)
- محض اطلاع (۲۰۰۶)
- جواز ازدواج (۲۰۰۷)
- ایوان قادر مطلق (۲۰۰۷)
- خماری (۲۰۰۹)
- دفترچه خاطرات یک بی‌عرضه (۲۰۱۰)
- حرف، حرف رودریکه (۲۰۱۱)
- انتخاب طبیعی (۲۰۱۱)
- چله تابستون (۲۰۱۲)
- چله تابستون (۲۰۱۲)
- رالف خرابکار (۲۰۱۲)
- کلمات بد (۲۰۱۳)
- دلباخته (۲۰۱۴)
- شب در موزه: راز مقبره (۲۰۱۴)
- غیر مرگبار (۲۰۱۵)
- عجایب طبیعت (۲۰۱۵)
- تجربیات سریالی لین (۱۹۹۹)
- نمایش آماندا (۲۰۰۰)
- قاضی ایمی (۲۰۰۲)
- فریژر (۲۰۰۳)
- زیاد ذوق‌زده نشو (۲۰۰۴)
- به گفته جیم (۲۰۰۴)
- بال غربی (۲۰۰۴)
- مانک (۲۰۰۵)
- کدبانوهای وامانده (۲۰۰۸)
- سی‌اس‌آی (۲۰۰۸)
- گری مجرد (۲۰۱۰)
- خانواده امروزی (۲۰۱۱)
- آرچر (۲۰۱۱)
- مزخرفاتی که پدرم می‌گوید (۲۰۱۱)
- دختر جدید (۲۰۱۲)
- اداره (۲۰۱۳)
- سوتس (2012–present)
- همسر خوب (۲۰۱۵)
- لوسیفر (۲۰۱۶–۲۰۲۱)